# 대한민국 헌법 제6조
대한민국 헌법 제6조는 조약과 국제법규의 효력, 외국인의 지위를 규정한 대한민국 헌법의 조항이다. 2항으로 구성되어 있다.

## 본문
① 헌법에 의하여 체결·공포된 조약과 일반적으로 승인된 국제법규는 국내법과 같은 효력을 가진다.

② 외국인은 국제법과 조약이 정하는 바에 의하여 그 지위가 보장된다.

## 내용
- 조약과 국제법규의 효력
- 외국인의 지위

### 일반적으로 승인된 국제 법규
일반적으로 승인된 국제법규로 보는 것에는 다음과 같은 것들이 있다.
- 성문법
  - 유엔 헌장
  - 국제사법재판소 규정
  - 제네바 협약
  - 집단살해죄의 방지와 처벌에 관한 협약
  - 부전(不戰)조약
  - 세계우편연맹규정
- 국제 관습법
  - 포로의 인도적 처우에 관한 전시 국제법의 기본 원칙
  - 외교관의 면책특권
  - 외국의 국내 문제 불간섭의 원칙
  - 민족 자결(自決)의 원칙
  - 조약 준수의 원칙
  - 전쟁법의 일반 원칙
  - 소수민족 보호 원칙

## 주요 판례
- 대한민국의 헌법재판소는 사립학교법 제55조 제58조 제1항 제4호에 관한 위헌심판 청구 소송에서 다음과 같이 판시하였다.[1]

우리 헌법은 헌법에 의하여 체결공포된 조약은 물론 일반적으로 승인된 국제법규를 국내법과 마찬가지로 준수하고 성실히 이행함으로써 국제질서를 존중하여 항구적 세계평화와 인류공영에 이바지함을 기본이념의 하나로 하고 있다(헌법전문 및 제6조 제1항 참조).

유엔(UN)의 “인권에 관한 세계선언”은 아래에서 보는 바와 같이 선언적인 의미를 가지고 있을 뿐 법적 구속력을 가진 것은 아니고, 우리나라가 아직 국제노동기구의 정식회원국은 아니기 때문에 이 기구의 제87호 조약 및 제98호 조약이 국내법적 효력을 갖는 것은 아니지만(헌법 제6조 제1항, 위 87호 조약 제15조 제1항, 98호 조약 제8조 제1항 참조), 다년간 유엔 교육과학문학기구의 회원국으로 활동하여 오고 있으며, 국회의 동의를 얻어 유엔의 인권규약의 대부분을 수락한 체약국으로서 위 각 선언이나 조약 또는 권고에 나타나 있는 국제적 협력의 정신을 존중하여 되도록 그 취지를 살릴 수 있도록 노력하여야 함은 말할 나위도 없다. 그러나 그의 현실적 적용과 관련한 우리 헌법의 해석과 운용에 있어서 우리 사회의 전통과 현실 및 국민의 법감정과 조화를 이루도록 노력을 기울여야 한다는 것 또한 당연한 요청이다.

(2) 개별적 검토

먼저 유엔의 “인권에 관한 세계선언”에 관하여 보면, 이는 그 전문에 나타나 있듯이 “인권 및 기본적 자유의 보편적인 존중과 준수의 촉진을 위하여 …… 사회의 각 개인과 사회 각 기관이 유엔 가맹국 자신의 국민 사이에 또 가맹국 관할하의 지역에 있는 인민들 사이에 기본적인 인권과 자유의 존중을 지도교육함으로써 촉진하고 또한 그러한 보편적, 효과적인 승인과 준수를 국내적·국제적인 점진적 조치에 따라 확보할 것을 노력하도록, 모든 국민과 모든 나라가 달성하여야할 공통의 기준”으로 선언하는 의미는 있으나 그 선언내용인 각 조항이 바로 보편적인 법적구속력을 가지거나 국제법적 효력을 갖는 것으로 볼 것은 아니다.

다만 실천적 의미를 갖는 것은 위 선언의 실효성을 뒷받침하기 위하여 마련된 “경제적·사회적및문화적권리에관한국제규약”(1990.6.13. 조약 1006호, 이른바 에이(A)규약) “시민적및정치적권리에관한국제규약”(1990.6.13. 조약 1007호, 이른바 비(B)규약)이다. 체약국이 입법조치 기타 모든 적당한 방법에 의하여 권리의 완전한 실현을 점진적으로 달성하려는 “경제적·사회적및문화적권리에관한국제규약”은 제4조에서 “……국가가 이 규약에 따라 부여하는 권리를 향유함에 있어서, 그러한 권리의 본질과 양립할 수 있는 한도내에서, 또한 오직 민주사회에서의 공공복리증진의 목적으로 반드시 법률에 의하여 정하여지는 제한에 의해서만, 그러한 권리를 제한할 수 있음을 인정한다”하여 일반적 법률유보조항을 두고 있고, 제8조 제1항 에이호에서 국가안보 또는 공공질서를 위하여 또는 타인의 권리와 자유를 보호하기 위하여 민주사회에서 필요한 범위내에서는 법률에 의하여 노동조합을 결성하고 그가 선택한 노동조합에 가입하는 권리의 행사를 제한할 수 있다는 것을 예정하고 있다.

다음으로 체약국의 가입과 동시에 시행에 필요한 조치를 취하도록 의무화하고 있는 “시민적및정치적권리에관한국제규약”의 제22조 제1항에도 “모든 사람은 자기의 이익을 보호하기 위하여 노동조합을 결성하고 이에 가입하는 권리를 포함하여 다른 사람과의 결사의 자유에 대한 권리를 갖는다.”고 규정하고 있으나 같은 조 제2항은 그와 같은 권리의 행사에 대하여는 법률에 의하여 규정되고, 국가안보 또는 공공의 안전, 공공질서, 공중보건 또는 도덕의 보호 또는 타인의 권리 및 자유의 보호를 위하여 민주사회에서 필요한 범위 내에서는 합법적인 제한을 가하는 것을 용인하는 유보조항을 두고 있을 뿐 아니라, 특히 위 제22조는 우리의 국내법적인 수정의 필요에 따라 가입당시 유보되었기 때문에 직접적으로 국내법적 효력을 가지는 것도 아니다. 따라서 위 규약 역시 권리의 본질을 침해하지 아니하는 한 국내의 민주적인 대의절차에 따라 필요한 범위안에서 근로기본권의 법률에 의한 제한은 용인하고 있는 것으로서 위에서 본 교원의 지위에 관한 법정주의와 정면으로 배치되는 것은 아니라고 할 것이다.

1960.10.5. 유엔 교육과학문화기구와 국제노동기구가 채택한 “교원의지위에관한권고”는 우리의 국민적 합의에 의하여 이를 받아들일 수 있는 범위안에서 가능한 한 그 취지를 폭넓게 참작하여 우리 교육제도의 개선과 발전에 관한 지침으로 삼을 가치를 충분히 담고 있다. 즉, 교육법 제80조가 규정한 교육회처럼 일반노동조합의 형태에 의하지 아니한 교원단체를 두더라도 이에 대하여 교원의 근로조건에 관한 단체적 교섭권을 부여하고 분쟁의 해결을 위한 적절한 합동기구를 설치한다든지 교육정책의 입안에 있어서 교원의 참여와 협력의 폭을 넓히는 것 등은 입법적으로 고려할만한 과제를 제시하여 주고 있다고 할 것이다.

그러나 위 “교원의지위에관한권고”는 그 전문에서 교육의 형태와 조직을 결정하는 법규와 관습이 나라에 따라 심히 다양성을 띠고 있어 나라마다 교원에게 적용되는 인사제도가 한결같지 아니함을 시인하고 있듯이 우리사회의 교육적 전통과 현실, 그리고 국민의 법감정과의 조화를 이룩하면서 국민적 합의에 의하여 우리 현실에 적합한 교육제도를 단계적으로 실시·발전시켜 나갈 것을 그 취지로 하는 교육제도의 법정주의와 반드시 배치되는 것이 아니고, 또한 직접적으로 국내법적인 효력을 가지는 것이라고도 할 수 없다.

(3) 합헌의 판단

결국 위 각 선언이나 규약 및 권고문이 우리의 현실에 적합한 교육제도의 실시를 제약하면서까지 교원에게 근로3권이 제한없이 보장되어야 한다든가 교원단체를 전문직으로서의 특수성을 살리는 교직단체로서 구성하는 것을 재제하고 반드시 일반노동조합으로서만 구성하여야 한다는 주장의 근거로 삼을 수는 없고, 따라서 사립학교법 제55조, 제58조 제1항 제4호는 헌법전문이나 헌법 제6조 제1항에 나타나 있는 국제법 존중의 정시에 어긋나는 것이라고 할 수 없다. (후략)

- 헌법재판소는 대한민국과아메리카합중국간의상호방위조약제4조에의한시설과구역및대한민국에서의합중국군대의지위에관한협정 제2조 제1의 (나)항 위헌제청 청구 소송에서 “이 사건 조약은 그 명칭이 “협정”으로 되어있어 국회의 관여없이 체결되는 행정협정처럼 보이기도 하나 우리나라의 입장에서 볼 때에는 외국군대의 지위에 관한 것이고, 국가에게 재정적 부담을 지우는 내용과 근로자의 지위, 미군에 대한 형사재판권, 민사청구권 등 입법사항을 포함하고 있으므로 국회의 동의를 요하는 조약으로 취급되어야 하는 것”이라고 판시하였다.[2]

- 헌법재판소는 “헌법재판소법 제68조 제2항은 심판대상을 "법률"로 규정하고 있으나, 여기서의 "법률"에는 "조약"이 포함된다고 볼 것이다. 헌법재판소는 국내법과 같은 효력을 가지는 조약이 헌법재판소의 위헌법률심판대상이 된다고 전제하여 그에 관한 본안판단을 한 바 있다(헌재 1999. 4. 29. 97헌가14, 판례집 11-1, 273 참조). 이 사건 조항은 각 국회의 동의를 얻어 체결된 것이므로 헌법 제6조 제1항에 따라 국내법적 효력을 가지며, 그 효력의 정도는 법률에 준하는 효력이라고 이해된다. 한편 이 사건 조항은 재판권 면제에 관한 것이므로 성질상 국내에 바로 적용될 수 있는 법규범으로서 위헌법률심판의 대상이 된다고 할 것이다”라고 판시하였다.[3]

- 헌법재판소는 세계인권선언에 대하여 “이는 그 전문에 나타나 있듯이 “인권 및 기본적 자유의 보편적인 존중과 준수의 촉진을 위하여 …… 사회의 각 개인과 사회 각 기관이 유엔 가맹국 자신의 국민 사이에 또 가맹국 관할하의 지역에 있는 인민들 사이에 기본적인 인권과 자유의 존중을 지도교육함으로써 촉진하고 또한 그러한 보편적, 효과적인 승인과 준수를 국내적ㆍ국제적인 점진적 조치에 따라 확보할 것을 노력하도록, 모든 국민과 모든 나라가 달성하여야 할 공통의 기준”으로 선언하는 의미는 있으나 그 선언내용인 각 조항이 바로 보편적인 법적구속력을 가지거나 국제법적 효력을 갖는 것으로 볼 것은 아니다”라고 판시하였다.[4]

- 헌법 제6조 제1항의 국제법 존중주의는 우리나라가 가입한 조약과 일반적으로 승인된 국제법규가 국내법과 같은 효력을 가진다는 것으로서 조약이나 국제법규가 국내법을 우선한다는 것은 아니다.[5]

## 같이 보기
- 대한민국 헌법 제1장
- 한일어업협정
- 한미행정협정
- 미군기지 이전 협정
- 국제사법재판소
- 국제법
- 외교 관계에 관한 비엔나 협약

## 참고문헌
- 강준하. (2019). 지정토론문 국제법의 국내법적 효력. 저스티스,(170-2), 500-502.
- 정동원. (2019). 지정토론문 국제법의 국내법적 효력. 저스티스,(170-2), 503-506.
- 윤수정. (2019). 외국인의 기본권 주체성에 대한 고찰 - 헌법 제6조 제2항의 해석을 중심으로 -. 공법연구, 48(2), 107-130.
- 성재호. (2017). 조약과 일반적으로 승인된 국제법규. 미국헌법연구, 28(1), 109-145.
- 정인섭. (2016). 헌법 제6조 1항상 “일반적으로 승인된 국제법규”의 국내 적용 실행. 서울국제법연구, 23(1), 49-77.
- 남복현. (2008). 헌법 제6조 제1항의 구체적 의미. 한양법학, 23, 191-228.